# Chiesa di Santa Maria della Pieve (Savigliano)
La chiesa di Santa Maria della Pieve  è una chiesa di Savigliano, in Piemonte, dalla quale prende il nome il quartiere dove è situata: Borgo Pieve. È posta nella zona Sud della città ed è parte della Diocesi di Torino.

## Storia e descrizione
La chiesa è considerata la più antica di Savigliano: si ritiene che la sua edificazione risalga in epoca longobarda alla fine del VI secolo, secondo quanto testimonia un frammento epigrafico di una lapide detta del Presbyter Eusebius, risalente al VII secolo e rinvenuto nelle fondamenta nel 1849 ed oggi conservata nel Museo civico. Il primo atto ufficiale che fa menzione della chiesa chiamata "Santa Maria della Pieve" risale tuttavia al 1184. Lavori di restauro compiuti nel 1992 hanno portato alla luce inoltre alcuni resti murari risalenti almeno al XII secolo.
L'edificio fu danneggiato intorno alla metà del XIV secolo dai mercenari di Amedeo VI di Savoia, come afferma la nota Destructio Saviliani. Nel 1389 si cominciarono i lavori di ricostruzione che prevedevano lo spostamento di orientamento della facciata da ovest ad est.
Nel 1403 il complesso ospitò la lastra del "venerabile Gudiris", ritenuta dispensatrice di guarigioni miracolose. Durante questo periodo la lastra, di pregevole fattura, venne rovinata dai fedeli i quali, per potersi procurare un amuleto miracoloso, cominciarono a grattare la superficie della pietra cancellando quasi completamente le scritte in latino. Nel 1439 la pietra viene sistemata in una cappella affrescata con le storie miracolose che la riguardano.
Successivamente, intorno agli anni '70, viene sistemata in una sala del museo civico Antonino Olmo a Savigliano.
Tra 1615 e 1620 furono rinnovate diverse cappelle: quella di S.Giuseppe, quella di Santa Croce e vennero riedificate le cappelle del Suffragio e del Corpus Domini. Nel 1751 la chiesa venne chiusa al culto dal momento che minacciava rovina e qualche anno dopo, tra 1757 e 1769, venne ristrutturata dall'architetto Bartolomeo Ricca che le conferì l'attuale aspetto definendone anche la facciata.
Nel 1847 un incendio distrusse la parte absidale, ricostruita a partire dal 1849 dall'architetto saviglianese Maurizio Eula ed affrescata da Domenico Cardellino, mentre nel 1870 fu totalmente riedificato il campanile.
La chiesa vanta un cospicuo corredo pittorico secentesco, a cominciare da tre opere del pittore saviglianese Giovanni Antonio Molineri: la Madonna con il Bambino e i ss. Giuseppe e Carlo Borromeo, l'Orazione di Gesù nell'orto e la Coena Domini.
La chiesa conserva anche numerose opere di Giovanni Claret, allievo del Molineri, tra le quali una Cena in Emmaus, un Miracolo di Torino, del 1677, una Discesa di Cristo al limbo del 1670 ed una Madonna con Bambino e donatore.
L'altare maggiore, in marmi policromi, costituito da grandi colonne coronate da cimasa, opera del saviglianese Giuseppe Ferrero. La pala d'altare, collocata sulla parete absidale, è costituita da un affresco del XIV secolo raffigurante una Madonna del Latte, la cosiddetta Madonna Bianca.